# Engelbert Kaempfer
Engelbert Kaempfer, född 16 september 1651 i Lemgo, död 2 november 1716 i Lemgo, var en tysk upptäcktsresande och läkare.
Kaempfer studerade medicin i Danzig, Kraków och Königsberg, kom 1680 till Sverige, där bröderna Pufendorff tog sig an honom, samt medföljde 1683 som läkare en svensk beskickning, som över Moskva sändes i handelsangelägenheter till Persien. Där stannade han i flera år, for så med ett holländskt skepp till Ceylon, Bengalen och Java samt åtföljde 1690 det holländska sändebudet till Japan, varvid tillika ett besök gjordes i Siam.
Efter en tvåårig vistelse i Japan återvände han till Java samt begav sig därifrån hemåt, på vägen kvarstannande någon tid i Kaplandet. Han ankom 1694 till Holland, blev medicine doktor i Leiden och bosatte sig därefter i sin hemstat Lippe-Detmold.
Endast några av de arbeten han nedskrev har givits ut, nämligen av honom själv Amoenilates exoticæ (1712) och efter hans död History of Japan and Siam (1727), Geschichte und Beschreibung von Japan (1777–1779) samt Icones selectæ plantarum, quas in Japonia collegit et delinearit Eng. Kæmpfer (1791). Kaempfers litterära kvarlåtenskap finns i British museum.
Auktorsnamnet Kaempf. kan användas för Engelbert Kaempfer i samband med ett vetenskapligt namn inom botaniken; se Wikipediaartiklar som länkar till auktorsnamnet.